# Krzysztof Linkowski
Krzysztof Linkowski (ur. 26 października 1949 w Gryficach) – polski lekkoatleta średniodystansowiec.

## Osiągnięcia
Zdobył brązowe medale w biegu na 800 metrów i w sztafecie 4 × 400 metrów na europejskich igrzyskach juniorów w 1968 w Lipsku. Na halowych mistrzostwach Europy w 1971 w Sofii zdobył srebrny medal w sztafecie 4 × 800 m (razem z nim biegli Zenon Szordykowski Kazimierz Wardak i Michał Skowronek). Wynik z tego biegu (7:19,2 s.) jest do tej pory halowym rekordem Polski. Na mistrzostwach Europy w 1971 w Helsinkach odpadł w eliminacjach biegu na 800 m.
Na halowych mistrzostwach Europy w 1972 w Grenoble zdobył brązowy medal w sztafecie 4 × 4 okrążenia (razem z nim biegli Zenon Szordykowski, Stanisław Waśkiewicz i Andrzej Kupczyk. Powtórzył to osiągnięcie na halowych mistrzostwach Europy w 1973 w Rotterdamie, również w sztafecie 4 × 4 okrążenia (biegła w składzie: Linkowski, Lesław Zając, Czesław Jursza i Henryk Sapko). Na halowych mistrzostwach Europy w 1975 w Katowicach odpadł w eliminacjach biegu na 800 m. 
Był brązowym medalistą mistrzostw Polski w biegu na 800 m w 1971 i 1974, a także halowym mistrzem Polski na tym dystansie w 1973. 
W latach 1970–1974 startował w dziewięciu meczach reprezentacji Polski w biegu na 800 m, odnosząc 3 zwycięstwa. Był zawodnikiem Olimpii Poznań.

## Rekordy życiowe
- bieg na 800 metrów – 1:46,7 s. (28 sierpnia 1974, Spała)[4]
- bieg na 1000 metrów – 2:18,8 s. (20 sierpnia 1974, Spała) – 8. wynik w historii polskiej lekkoatletyki[5]